# Neurigona crinitarsis
Neurigona crinitarsis är en tvåvingeart som beskrevs av Stefan Naglis 2003. Neurigona crinitarsis ingår i släktet Neurigona och familjen styltflugor. Inga underarter finns listade i Catalogue of Life.